# Mi nombre será leyenda
Mi nombre será leyenda es el noveno álbum de estudio del grupo español de heavy metal Tierra Santa. El 14 de enero de 2013 vio la luz su primer sencillo llamado "Héroe". Este es el primer álbum de Tierra Santa que coproduce la agencia de espectáculos Last Tour International, a la que se unió el grupo poco antes de anunciar este nuevo álbum.

## Lista de canciones
1. Mi nombre será leyenda[1] - 5:00
2. Más allá de la vida - 3:27
3. Solo se vive una vez - 4:16
4. Héroe - 3:10
5. El cielo puede esperar - 4:00
6. Perdido en el paraíso - 3:47
7. Si estás allí (cover de Sátira) - 4:54
8. Genghis Khan - 4:10
9. Hasta el amanecer - 3:47
10. El Último - 3:12
11. Héroe (versión acústica) - 3:34

## Formación
- Ángel San Juan: Voz y guitarra
- Arturo Morras: Guitarra y coros
- Roberto Gonzalo: Bajo y coros
- David Carrica: Batería
- Juanan San Martín: Teclados